# Robin Wagner
Robin Wagner (* 8. Februar 1993 in Zábřeh) ist ein ehemaliger tschechischer Radsportler.

## Sportliche Laufbahn
2011 wurde Robin Wagner tschechischer Juniorenmeister im 1000-Meter-Zeitfahren; im Teamsprint (mit Tomáš Malec und Ondrej Tkadlec) und im Sprint wurde er Vizemeister sowie im Zweier-Mannschaftsfahren (mit Malec) Dritter.
Im Jahr darauf errang Wagner den nationalen Titel der Elite über 1000 Meter. 2013 sowie 2014 wurde er U23-Europameister in seiner Paradedisziplin, dem Zeitfahren, 2015 errang er Silber. Bei den UEC-Bahn-Europameisterschaften 2015 im schweizerischen Grenchen holte er Bronze im Zeitfahren.

## Erfolge
2011
- Tschechischer Junioren-Meister – 1000-Meter-Zeitfahren

2012
- Tschechischer Meister – 1000-Meter-Zeitfahren

2013
- U23-Europameisterin – 1000-Meter-Zeitfahren
- U23-Europameisterschaft – Teamsprint (mit Pavel Kelemen und Jacub Vyvoda)

2014
- U23-Europameisterschaft – 1000-Meter-Zeitfahren

2015
- Europameisterschaft – 1000-Meter-Zeitfahren
- Europameisterschaft (U23) – 1000-Meter-Zeitfahren

2016
- Tschechischer Meister – 1000-Meter-Zeitfahren